# Département de Carazo
Pour les articles homonymes, voir Carazo (homonymie).
Le département de Carazo (en espagnol : Departamento de Carazo) est un des 15 départements du Nicaragua. Il est étendu sur 1 050 km2 et a une population de 195 873 hab (estimation 2019). Sa capitale est Jinotepe.

## Géographie
Le département dispose d'une façade maritime, du sud à l'ouest, sur l'océan Pacifique.
Il est en outre limitrophe :
- au nord-ouest, du département de Managua ;
- au nord-est, du département de Masaya ;
- à l'est, du département de Granada ;
- au sud-est, du département de Rivas.

## Municipalités
Le département est subdivisé en 8 municipalités :
- Diriamba
- Dolores
- El Rosario
- Jinotepe
- La Conquista
- La Paz de Carazo
- San Marcos
- Santa Teresa